# Општина Баја (Тулћа)
Баја (рум. Baia) општина је у Румунији у округу Тулћа.
Oпштина се налази на надморској висини од 79 m.